# توماش شوخارت
توماش شوخارت (لهستانی: Tomasz Schuchardt؛ زادهٔ ۱۸ سپتامبر ۱۹۸۶) بازیگر اهل لهستان است. وی دانش‌آموختهٔ آکادمی ملی هنرهای نمایشی آ.س.ت. در کراکوف است.
از فیلم‌ها یا برنامه‌های تلویزیونی که وی در آن نقش داشته‌است می‌توان به غسل تعمید، یوما، خبرچینان – پدران و دختران، تو خدایی، محکوم، خیوکا، عملیات سنبل، سیل، کربلا، مأموریت افغانستان، اهریمن، اتاق خودکشی و ورشو ۴۴ اشاره کرد.